# Edmund Wessling
Edmund Wessling, ook bekend als Edmond Wesseling (13 augustus 1905 -  9 november 1980) was een Duits beeldhouwer, die zowel in Nederland als in Duitsland werkzaam was.

## Leven
Wessling, vierde generatie beeldhouwer in Westfalen, ging na de Atelier school voor Kunst en Industrie in Münster naar de Folkwangschule für Gestaltung in Essen. Daar studeerde hij tussen 1927 en 1932 als meesterleerling bij beeldhouwer Joseph Enseling (1886-1957). 
In 1932 trouwde hij met Margarthe Maass, waarna zij zich beiden in de Paulusstraat in Kerkrade vestigden. Eind jaren dertig leidde Wessling, tesamen met Arthur Nols (Kerkrade) het Atelier voor Kerkelijke Kunst in Terwinselen. Wessling creëerde in de directe omgeving kunstwerken in Eygelshoven, Nieuwenhagen, Abdissenbosch-Waubach, Chevremont, Kerkrade en Heerlen. Zijn kunstwerk in Eygelshoven bleek de eerste monumentale kunstopdracht voor Atelier St. Joris in Beesel; Wessling trad er daarna ook in dienst en had later de artistieke leiding van het keramische kunstatelier.
Na de Tweede Wereldoorlog werd Wessling de toegang tot Nederland geweigerd, waarna hij een woning en atelier in Rhöndorf (Duitsland) vond. Doordat Atelier St. Joris rond 1956 had besloten om in het Duitse Niederdollendorf een tweede produktie atelier Terraco te openen, was Wessling nu in de gelegenheid om zijn werk in het eigen atelier te vormen en daarna te laten verwerken en verglazen bij het nabije Terraco. Dat bleek mogelijk tot begin jaren 60, waarna deze Terraco vestiging sloot. Werken die hij in Duitsland ontwierp, werden nagenoeg allemaal in Duitsland geplaatst.

## Werk
Zijn werk in Nederland bevatte veel religieuze ontwerpen, die in deze zeer christelijke tijdsperiode veel gevraagd werden. Veel werd op bestelling gemaakt, zoals kruisbeelden, heiligenbeelden, doopvonten en kruiswegen uitgevoerd in steen, keramiek, eiken-, linde- of perenhout. Daarnaast toonde hij ook profane werken, zoals bijvoorbeeld de mijnwerker voor de jubilerende mijnschool in Heerlen. Zijn stijl was veelal figuratief. In de jaren na de oorlog ontwierp Wessling oorlogs- en herinneringsmonumenten in de omgeving van zijn woonplaats Rhöndorf en in het ruimere Noordrijn-Westfalen.

## Leerlinge
In al zijn werkzame jaren heeft Wessling slechts éen leerling(e) begeleid; dat was Helene Ramershoven (1937) uit Rheinbreitbach in Rijnland-Palts. Van 1959 to 1961 was zij zijn meesterleerlinge, waar Wessling haar hielp haar talent te vergroten in linosnedes.
Op 75-jarige leeftijd overleed Wessling in Rhöndorf, waar hij op de lokale begraafplaats werd begraven.

## Werken (selectie)
- 1933 Kruis (7m) tegen muur Nobelstraat Heerlen.[4]
- 1934 Maria reliëf Onze-Lieve-Vrouw Hulp der Christenenkerk Nieuwenhagen
- 1934 St. Gregorius wonderdoener timpaan kerk Nieuwenhagen mergel
- 1934 St. Joseph met het kindje Jezus timpaan kerk Nieuwenhagen
- 1937 Johannes de Doper (reliëfbeeld) in kerk Eygelshoven.[5]
- 1938 kruisweg in kerk Abdissenbosch-Waubach mergel
- 1938 kruisweg St. Pieterskerk Chevremont keramiek
- 1938 H. Hartmonument Nieuwenhagen (mijnwerker,vrouw én kind).[6]
- 1938 kruisweg Petruskerk Kerkrade terracotta
- 1939 Mijnwerker mijnschool Heerlen (man,lamp,boorhamer) lindenhout.[7]
- 1943 Ons Lieve Vrouwke van Beesel Mariaplein Beesel
- 1952 Gedenkplaquette Siebengebirgsgymnasium Bad Honnef eikenhout.[8]
- 1953 Gedenkmonument voor ontheemden Troisdorf Waldfriedhof
- 1953 Piëta oorlogsmonument St. Laurentiuskerk Oberdollendorf.[9]
- 1956 Fontein (dolfijn) zwembad Grafenwerth Bad Honnef
- 1958 reliëf (3,75m) Zusters van onze Lieve Vrouw Mülhausen. (vernietigd bij afbraak gebouw in 2010).[10]
- 1959 Judas Taddeüs beeld St. Stephanuskerk Essen

## Foto's

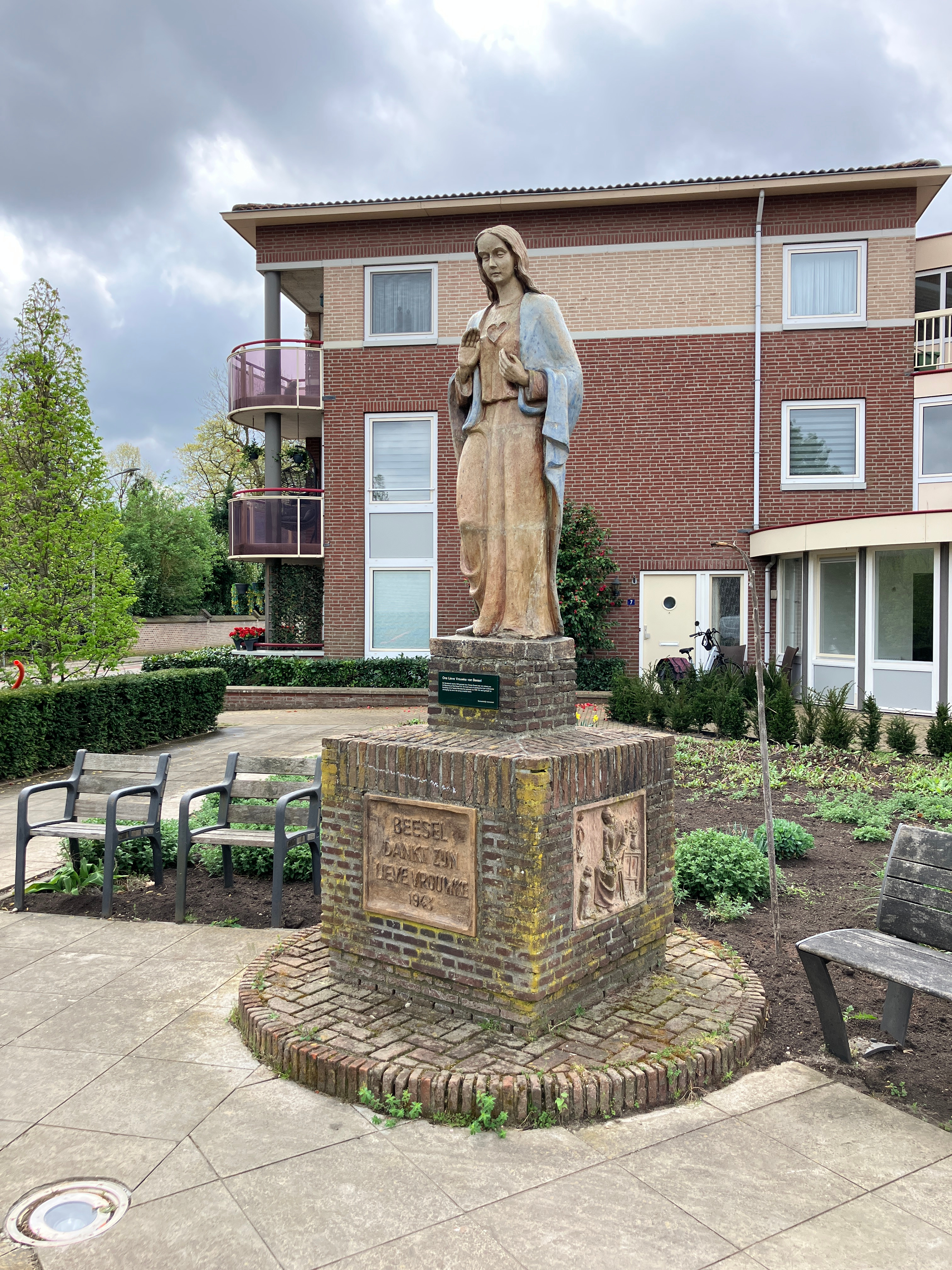
Ons Lieve Vrouwke van Beesel
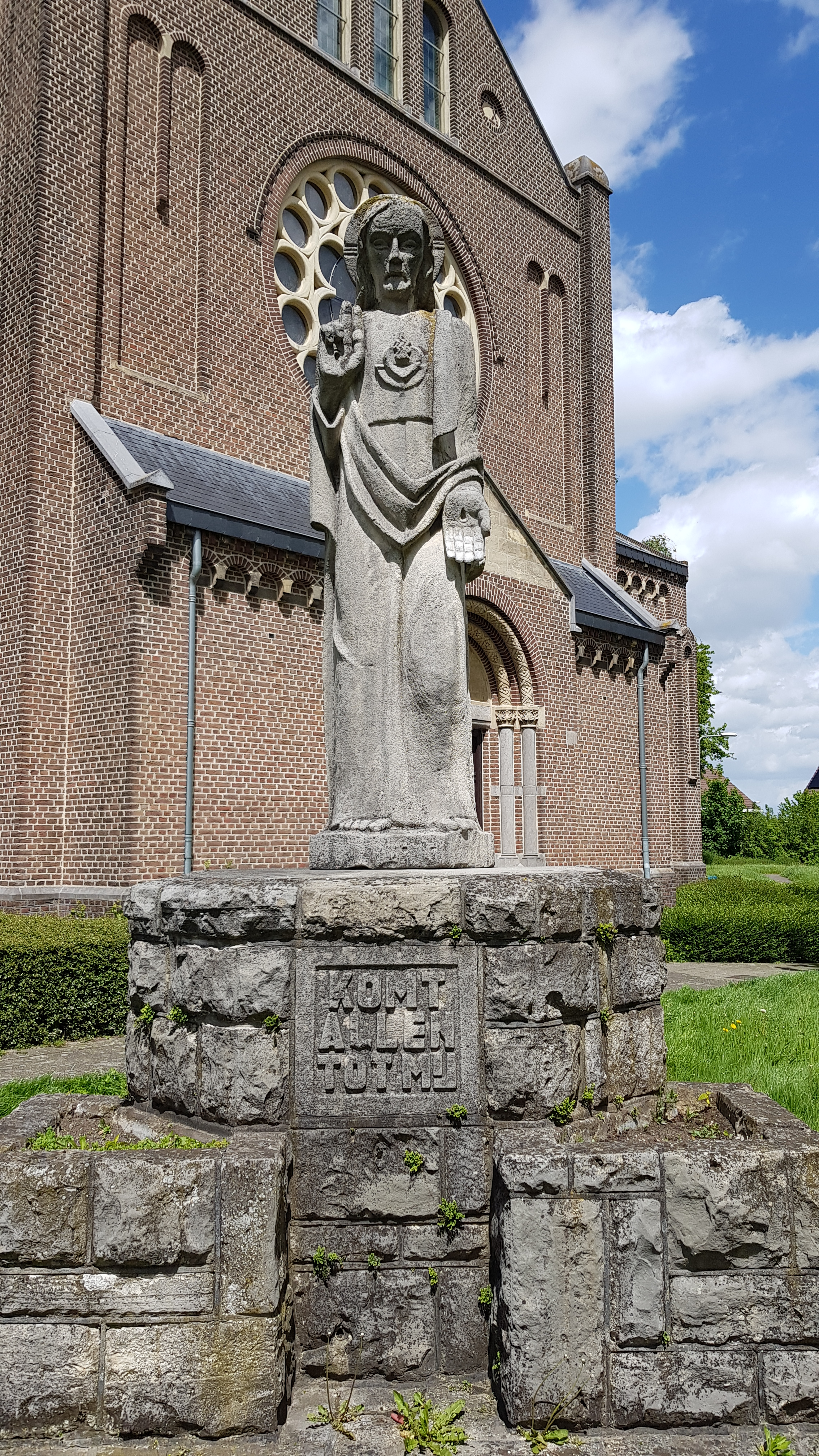
Heilig Hartbeeld Nieuwenhagen
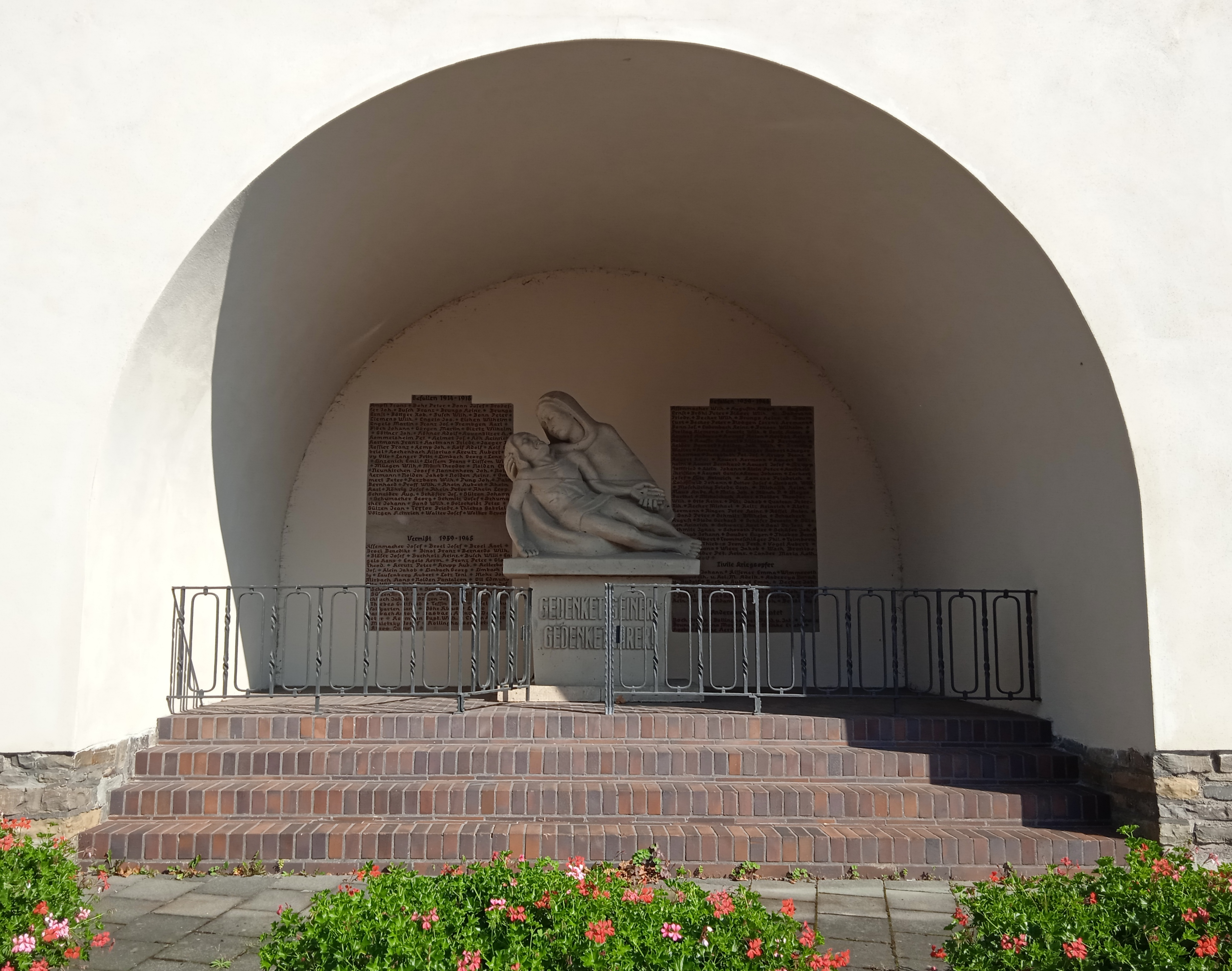
Oorlogsmonument Oberdollendorf
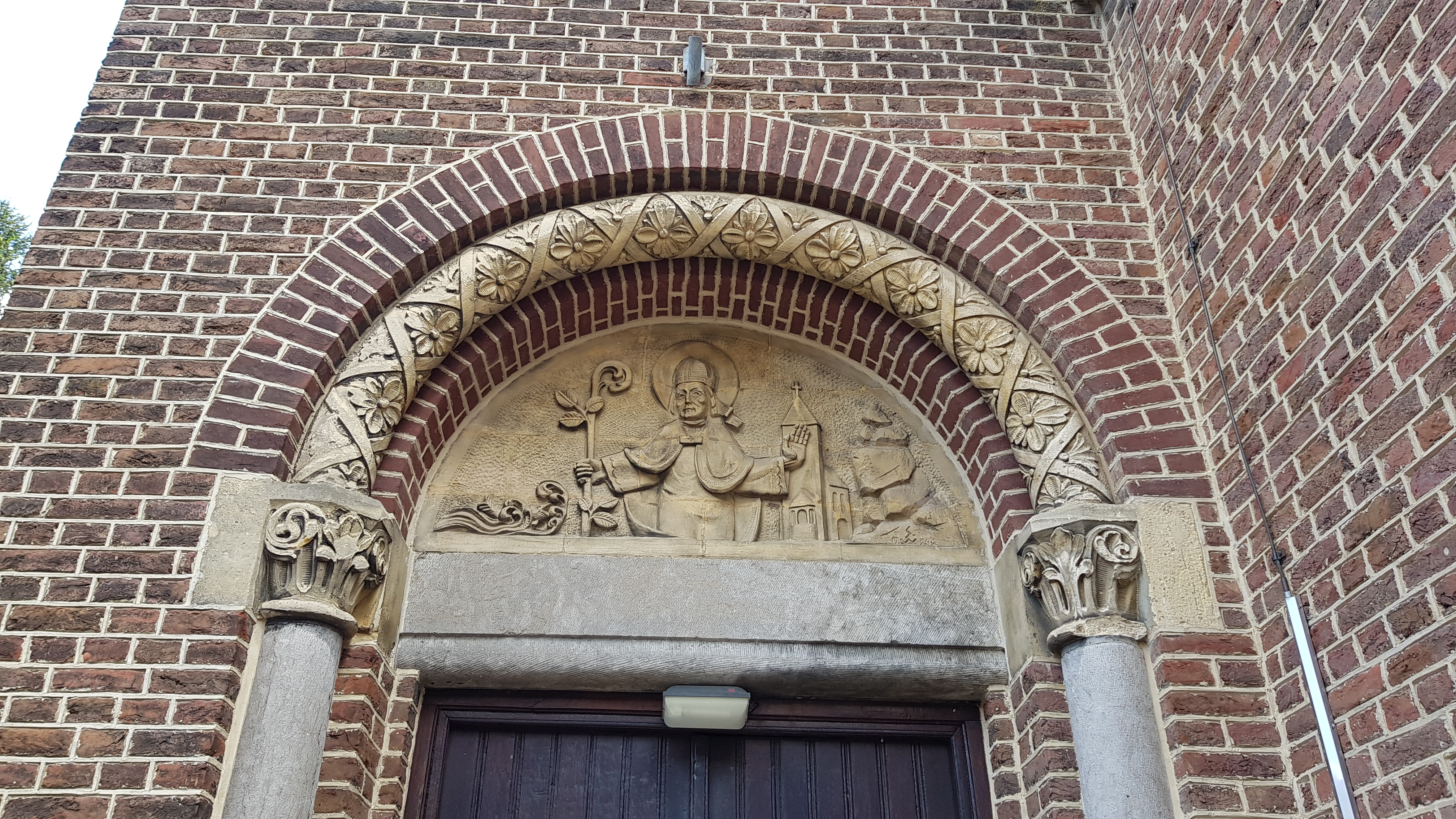
Timpaan in Nieuwenhagen
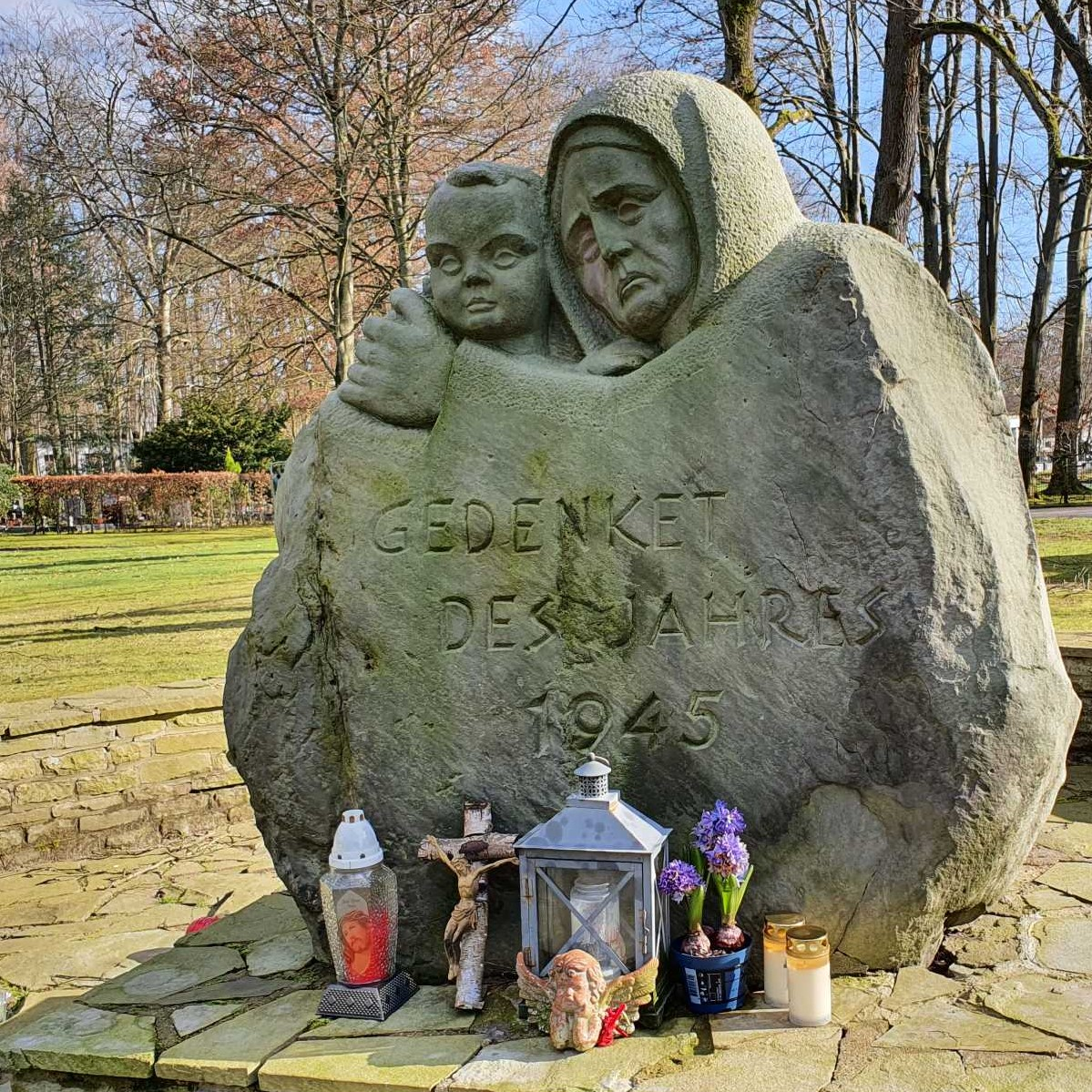
Gedenkmonument voor ontheemden Troisdorf